# Otto Arnz
Franz Otto Arnz (* 29. August 1823 in Düsseldorf; † nach 1860 in Buenos Aires, Argentinien) war ein deutscher Illustrator, Genre- und Landschaftsmaler der Düsseldorfer Schule.

## Leben und Familie
Arnz, Sohn von Maria Catharina Carolina und Heinrich Arnz (1785–1854), eines bekannten Düsseldorfer Verlagsbuchhändlers und Druckereibesitzers (Lithographische Anstalt Arnz & Comp.), studierte Malerei an der Kunstakademie Düsseldorf, wo ihn die Lehrer Wilhelm Schadow, Karl Ferdinand Sohn und Theodor Hildebrandt als vielversprechendes Talent einschätzten. Mit seinen malerischen Neigungen war er in seiner Familie nicht allein: Sein Onkel war der Lithograf Josef Arnz (1792–1841). Einer seiner jüngeren Brüder, Albert Arnz, war ein bekannter Maler italienischer Landschaften, ebenso seine Schwäger Oswald Achenbach und Albert Flamm. Ein weiterer Schwager war der Historienmaler Joseph Fay. Wie diese war er Mitglied des Künstlervereins Malkasten, zu dessen Gründern er zählt. Um 1850 wirkte er als Maler in Volendam (Niederlande). An Ausstellungen in Den Haag sowie Amsterdam nahm er teil. Aus den Jahren 1851 und 1853 datiert sein freundschaftlicher Briefwechsel mit dem Musiker Robert Schumann. Zusammen mit seinem Bruder Carl (* 1821) übernahm Otto die Firma Arnz & Comp., nachdem ihr Vater 1854 gestorben war. Bereits 1857 setzten sich beide Brüder im Zuge eines betrügerischen Bankrotts, verursacht durch eine Wechselfälschung, die erst 1858 bekannt wurde, nach Südamerika ab, wo sie nach 1860 in Buenos Aires starben.

## Werk (Auswahl)
Im Unterschied zu seinem Bruder Albert, der als Schüler Oswald Achenbachs der spätromantischen Richtung der Düsseldorfer Schule zugeordnet wird, unterhielt Otto intensive Kontakte zum realistisch orientierten Künstlerkreis der Düsseldorfer Akademie. Gleichwohl verwendete Otto in seinen Arbeiten die romantischen Sujets und Techniken seiner Zeit.
- Matrosenleben, um 1850
- Im Walde, 1852[8]
- Die goldene Schlange, 1856[9]
- Illustrationen in: Märchen und Sagen für Jung und Alt (zusammen mit Joseph Fay, Otto Fikentscher, R. Oppenheim, Gustav Süs und Benjamin Vautier), Arnz & Comp., Düsseldorf 1857